# Jan Ruszkowski
Jan Tadeusz Władysław Ruszkowski (ur. 13 maja?/25 maja 1889 w Irkucku, zm. 14 kwietnia 1961 we Wrocławiu) – polski entomolog, specjalista w dziedzinie zwalczania owadów – szkodników roślin.

## Życiorys
Urodzony w Irkucku, ukończył tam średnią szkołę mechaniczno-techniczną. W latach 1911–1914 i 1917–1919 studiował na wydziale agronomicznym Instytutu Politechnicznego w Kijowie, specjalizując się w entomologii. 
W czasie I wojny światowej uczestniczył w pomocy dla uchodźców wojennych w polskich organizacjach społecznych w Kijowie. W 1919 wrócił na stałe do Polski, kontynuując studia na Wydziale Rolniczym Szkoły Głównej Gospodarstwa Wiejskiego i oraz Wydziale Rolniczo-Leśnym Uniwersytetu Poznańskiego. W latach 1920−1928 był asystentem, a następnie adiunktem w Katedrze Zoologii Ogólnej i Entomologii Uniwersytetu Poznańskiego. W 1923 otrzymał tytuł inżyniera rolnictwa, a w 1924 – doktora nauk rolniczych. Badał szkodniki zbożowe, zwłaszcza muchy. W latach 1929–1937 pracował jako entomolog w Stacji Ochrony Roślin Towarzystwa Ogrodniczego Warszawskiego, zakładając stację doświadczalną w Morach pod Warszawą i obejmując w niej funkcję kierownika. Prowadził prace nad biologią i zwalczaniem owadów – szkodników oraz badał skuteczność znajdujących się w sprzedaży środków owadobójczych. 
Po włączeniu stacji w Morach w strukturę Państwowego Instytutu Naukowego Gospodarstwa Wiejskiego w Puławach jako Dział Ochrony Roślin w Wydziale Chorób i Szkodników Roślin stał na jego czele jako kierownik (1937–1948). W latach 1933–1939 redaktor naczelny "Rocznika Ochrony Roślin". Podczas II wojny światowej przebywał w Puławach, prowadząc nasłuch audycji radiowych BBC i przekazując zdobyte tam informacje miejscowym oddziałom Armii Krajowej. W 1948 był organizatorem Zakładu Zoologii Rolniczej i Entomologii Stosowanej na Uniwersytecie i Politechnice we Wrocławiu, zostając jego kierownikiem. W 1949 uzyskał habilitację. Od 1951 był wykładowcą utworzonej Wyższej Szkoły Rolniczej we Wrocławiu, kierując Zakładem (następnie Katedrą) Entomologii Stosowanej. Mianowany profesorem nadzwyczajnym (1951) i zwyczajnym (1954). W latach 1956–1960 prodziekan Wydziału Rolniczego WSR. W 1960 przeszedł na emeryturę. 
Pochowany na cmentarzu św. Wawrzyńca we Wrocławiu.

## Dorobek naukowy
Autor ponad 200 publikacji naukowych w tym publikacji "Fauna roślinożerna łanów zbożowych w Polsce w okresie dwudziestolecia 1919-1939" i "Wykaz alfabetyczny łacińsko-polski nazw gatunkowych szkodników roślin użytkowych oraz niektórych ich wrogów naturalnych".

## Odznaczenia
- Złoty Krzyż Zasługi;
- Krzyż Oficerski Orderu Odrodzenia Polski.